# Svend Wad
Svend Wad (ur. 3 lutego 1928 w Bov, zm. 4 grudnia 2004 w Haderslevie) – duński bokser, brązowy medalista letnich igrzysk olimpijskich w 1948  w Londynie w kategorii lekkiej.